# Clivio Piccione
Clivio Piccione (ur. 24 lutego 1984 roku w Monako) – monakijski kierowca wyścigowy.

## Kariera

### Formuła 3
Clivio karierę rozpoczął w roku 1997, od startów w kartingu. Największym sukcesem Piccione było zdobycie tytułu wicemistrza świata w sezonie 2000. W 2001 roku zadebiutował w Brytyjskiej Formule Ford (32. miejsce). W kolejnym sezonie awansował do Brytyjskiej Formuły 3. Będąc liczonym do klasyfikacji "National", sięgnął po tytuł wicemistrzowski (reprezentował ekipę T-Sport).
W roku 2003 brał udział w głównym cyklu tej serii. Reprezentując Manor Motorsport, zmagania zakończył na 11. pozycji. W kolejnym sezonie startował w barwach Carlina. Stanąwszy sześciokrotnie na podium (z czego dwukrotnie na najwyższym stopniu), został sklasyfikowany na 4. lokacie.
Z brytyjskim zespołem osiągnął również wielki sukces, w postaci drugiego miejsca w Pucharze Europy Formuły 3. W tym samym roku wziął udział również w jednej rundzie Porsche Supercup. Nie zdobył jednak punktów. W latach 2002–2003 Monakijczyk wystartował w prestiżowym wyścigu Masters of Formuła 3. W obu przypadkach rywalizację ukończył jednak na odległym 19. miejscu.

### Seria GP2
W sezonie 2005 Clivio podpisał kontrakt z włoskim zespołem Durango, na starty w bezpośrednim przedsionku Formuły 1 – serii GP2. Po punkty sięgał pięciokrotnie, odnosząc przy tym jedno zwycięstwo. Sukces miał miejsce w drugim wyścigu, na niemieckim torze Nürburgring. Ostatecznie został sklasyfikowany na 15. miejscu.
W drugim roku startów reprezentował brytyjską stajnię DPR Direxiv. W ciągu sezonu Monakijczyk wielokrotnie nie dojeżdżał do mety (wszak ukończył tylko dziesięć z dwudziestu jeden wyścigów). Punktował jednak w sześciu wyścigach, dwukrotnie przy tym stając na najniższym stopniu podium (w niedzielnych zmaganiach, w Niemczech oraz we Włoszech). W ostatecznej klasyfikacji zajął 12. lokatę.

### Formuła Renault 3.5
W roku 2007 Piccione związał się z włoską ekipą RC Motorsport, w celu startów w Formule Renault 3.5. W ciągu siedemnastu wyścigów, Clivio pięciokrotnie dojeżdżał na punktowanych lokatach, stając przy dwukrotnie na podium (sięgnął również po pole position, na francuskim obiekcie Magny-Cours). Uzyskane punkty pozwoliły Monakijczykowi zająć 15. lokatę w końcowej klasyfikacji.

### Euroseria 3000
W roku 2008 Monakijczyk brał udział w serii EuroBOSS. Na koniec sezonu został w niej sklasyfikowany na 18. miejscu. Clivio wystartował również w jednej rundzie Euroserii 3000. Zdobyte punkty pozwoliły mu zająć w generalnej klasyfikacji 11. pozycję (we włoskim cyklu był dziesiąty). Rok później ponownie wziął udział w jednej eliminacji. Uzyskane punkty tym razem dały mu 12. lokatę.

### A1 Grand Prix
W przerwie pomiędzy sezonem 2008 i 2009 Piccione zadebiutował w serii A1 Grand Prix. Wystąpiwszy w czternastu wyścigach, przyczynił się zajęcia przez jego narodową ekipę 9. miejsca, w ogólnej punktacji.

### Wyścigi GT
W 2010 roku Monakijczyk brał udział w wyścigach samochodów sportowych – FIA GT oraz francuskich mistrzostwach tej kategorii. Startując w barwach ekipy Hexis AMR, w pierwszej z nich zmagania zakończył na 14. pozycji, natomiast w drugiej nie został sklasyfikowany.

## Wyniki w GP2
| Legenda oznaczeń w tabelach wyników Wyświetl szablon na nowej stronie | Legenda oznaczeń w tabelach wyników Wyświetl szablon na nowej stronie                                                                     |
| Oznaczenie                                                            | Wyjaśnienie |
| --------------------------------------------------------------------- | --- |
| Złoty                                                                 | Zwycięzca lub mistrzostwo |
| Srebrny                                                               | 2. miejsce lub wicemistrzostwo |
| Brązowy                                                               | 3. miejsce lub II wicemistrzostwo |
| Zielony                                                               | Ukończył, punktował (w klasyfikacji generalnej, gdy zdobył co najmniej jeden punkt na przestrzeni sezonu, poza trzema powyższymi opcjami) |
| Niebieski                                                             | Ukończył, nie punktował (w klasyfikacji generalnej, gdy nie zdobył co najmniej jednego punktu na przestrzeni sezonu)                      |
| Czerwony                                                              | Nie zakwalifikował się (NZ) |
| Czerwony                                                              | Nie prekwalifikował się (NPK) |
| Różowy                                                                | Nie ukończył (NU) |
| Różowy                                                                | Niesklasyfikowany (NS) (w klasyfikacji generalnej, gdy nie został sklasyfikowany w żadnym wyścigu sezonu)                                 |
| Czarny                                                                | Zdyskwalifikowany (DK) |
| Czarny                                                                | Wykluczony (WYK/EX) |
| Biały                                                                 | Nie wystartował (NW) |
| Biały                                                                 | Kontuzjowany (K/INJ) |
| Biały                                                                 | Wyścig odwołany (OD/C) |
| Bez koloru                                                            | Został wycofany (WYC/WD) |
| Bez koloru                                                            | Nie przybył (NP/DNA) |
| Bez koloru                                                            | Nie brał udziału w treningach (NT/DNP) |
| Bez koloru                                                            | Nie został zgłoszony (–) |
| Pogrubienie                                                           | Start z pole position |
| Kursywa                                                               | Najszybsze okrążenie wyścigu |
| †                                                                     | Nie ukończył, ale jego rezultat został zaliczony ze względu na przejechanie więcej niż 90% dystansu wyścigu.                              |
| *                                                                     | Sezon w trakcie |
| 1/2/3                                                                 | Punktowana pozycja w sprincie kwalifikacyjnym                                                                                             |
| Lista systemów punktacji Formuły 1                                    | |

| Rok  | Zespół      | Wyniki w poszczególnych eliminacjach | Wyniki w poszczególnych eliminacjach | Wyniki w poszczególnych eliminacjach | Wyniki w poszczególnych eliminacjach | Wyniki w poszczególnych eliminacjach | Wyniki w poszczególnych eliminacjach | Wyniki w poszczególnych eliminacjach | Wyniki w poszczególnych eliminacjach | Wyniki w poszczególnych eliminacjach | Wyniki w poszczególnych eliminacjach | Wyniki w poszczególnych eliminacjach | Wyniki w poszczególnych eliminacjach | Wyniki w poszczególnych eliminacjach | Wyniki w poszczególnych eliminacjach | Wyniki w poszczególnych eliminacjach | Wyniki w poszczególnych eliminacjach | Wyniki w poszczególnych eliminacjach | Wyniki w poszczególnych eliminacjach | Wyniki w poszczególnych eliminacjach | Wyniki w poszczególnych eliminacjach | Wyniki w poszczególnych eliminacjach | Wyniki w poszczególnych eliminacjach | Wyniki w poszczególnych eliminacjach | Punkty | Pozycja |
| ---- | ----------- | ------------------------------------ | ------------------------------------ | ------------------------------------ | ------------------------------------ | ------------------------------------ | ------------------------------------ | ------------------------------------ | ------------------------------------ | ------------------------------------ | ------------------------------------ | ------------------------------------ | ------------------------------------ | ------------------------------------ | ------------------------------------ | ------------------------------------ | ------------------------------------ | ------------------------------------ | ------------------------------------ | ------------------------------------ | ------------------------------------ | ------------------------------------ | ------------------------------------ | ------------------------------------ | ------ | ------- |
| 2005 | Durango     | SMR                                  | SMR                                  | ESP                                  | ESP                                  | MON                                  | NÜR                                  | NÜR                                  | FRA                                  | FRA                                  | GBR                                  | GBR                                  | HOC                                  | HOC                                  | HUN                                  | HUN                                  | TUR                                  | TUR                                  | ITA                                  | ITA                                  | BEL                                  | BEL                                  | BHR                                  | BHR                                  | 14     | 15      |
| 2005 | Durango     | 15                                   | NU                                   | NU                                   | 8                                    | NU                                   | 7                                    | 1                                    | 8                                    | DK                                   | 6                                    | NU                                   | NU                                   | 17                                   | NU                                   | 16                                   | NU                                   | 11                                   | 11                                   | 14                                   | 12                                   | 19                                   | 13                                   | 7                                    | 14     | 15      |
| 2006 | DPR Direxiv | VAL                                  | VAL                                  | SMR                                  | SMR                                  | NÜR                                  | NÜR                                  | ESP                                  | ESP                                  | MON                                  | GBR                                  | GBR                                  | FRA                                  | FRA                                  | HOC                                  | HOC                                  | HUN                                  | HUN                                  | TUR                                  | TUR                                  | ITA                                  | ITA                                  |                                      |                                      | 18     | 12      |
| 2006 | DPR Direxiv | NU                                   | NU                                   | NU                                   | 16                                   | 11                                   | 8                                    | 16                                   | NU                                   | 4                                    | 7                                    | 3                                    | 13                                   | NU                                   | 8                                    | NU                                   | NU                                   | NU                                   | NU                                   | NU                                   | 7                                    | 3                                    |                                      |                                      | 18     | 12      |

## Wyniki w Formule Renault 3.5
| Legenda oznaczeń w tabelach wyników Wyświetl szablon na nowej stronie | Legenda oznaczeń w tabelach wyników Wyświetl szablon na nowej stronie                                                                     |
| Oznaczenie                                                            | Wyjaśnienie |
| --------------------------------------------------------------------- | --- |
| Złoty                                                                 | Zwycięzca lub mistrzostwo |
| Srebrny                                                               | 2. miejsce lub wicemistrzostwo |
| Brązowy                                                               | 3. miejsce lub II wicemistrzostwo |
| Zielony                                                               | Ukończył, punktował (w klasyfikacji generalnej, gdy zdobył co najmniej jeden punkt na przestrzeni sezonu, poza trzema powyższymi opcjami) |
| Niebieski                                                             | Ukończył, nie punktował (w klasyfikacji generalnej, gdy nie zdobył co najmniej jednego punktu na przestrzeni sezonu)                      |
| Czerwony                                                              | Nie zakwalifikował się (NZ) |
| Czerwony                                                              | Nie prekwalifikował się (NPK) |
| Różowy                                                                | Nie ukończył (NU) |
| Różowy                                                                | Niesklasyfikowany (NS) (w klasyfikacji generalnej, gdy nie został sklasyfikowany w żadnym wyścigu sezonu)                                 |
| Czarny                                                                | Zdyskwalifikowany (DK) |
| Czarny                                                                | Wykluczony (WYK/EX) |
| Biały                                                                 | Nie wystartował (NW) |
| Biały                                                                 | Kontuzjowany (K/INJ) |
| Biały                                                                 | Wyścig odwołany (OD/C) |
| Bez koloru                                                            | Został wycofany (WYC/WD) |
| Bez koloru                                                            | Nie przybył (NP/DNA) |
| Bez koloru                                                            | Nie brał udziału w treningach (NT/DNP) |
| Bez koloru                                                            | Nie został zgłoszony (–) |
| Pogrubienie                                                           | Start z pole position |
| Kursywa                                                               | Najszybsze okrążenie wyścigu |
| †                                                                     | Nie ukończył, ale jego rezultat został zaliczony ze względu na przejechanie więcej niż 90% dystansu wyścigu.                              |
| *                                                                     | Sezon w trakcie |
| 1/2/3                                                                 | Punktowana pozycja w sprincie kwalifikacyjnym                                                                                             |
| Lista systemów punktacji Formuły 1                                    | |

| Rok  | Zespół        | Wyniki w poszczególnych eliminacjach | Wyniki w poszczególnych eliminacjach | Wyniki w poszczególnych eliminacjach | Wyniki w poszczególnych eliminacjach | Wyniki w poszczególnych eliminacjach | Wyniki w poszczególnych eliminacjach | Wyniki w poszczególnych eliminacjach | Wyniki w poszczególnych eliminacjach | Wyniki w poszczególnych eliminacjach | Wyniki w poszczególnych eliminacjach | Wyniki w poszczególnych eliminacjach | Wyniki w poszczególnych eliminacjach | Wyniki w poszczególnych eliminacjach | Wyniki w poszczególnych eliminacjach | Wyniki w poszczególnych eliminacjach | Wyniki w poszczególnych eliminacjach | Wyniki w poszczególnych eliminacjach | Punkty | Pozycja |
| ---- | ------------- | ------------------------------------ | ------------------------------------ | ------------------------------------ | ------------------------------------ | ------------------------------------ | ------------------------------------ | ------------------------------------ | ------------------------------------ | ------------------------------------ | ------------------------------------ | ------------------------------------ | ------------------------------------ | ------------------------------------ | ------------------------------------ | ------------------------------------ | ------------------------------------ | ------------------------------------ | ------ | ------- |
| 2007 | RC Motorsport | ITA                                  | ITA                                  | DEU                                  | DEU                                  | MON                                  | HUN                                  | HUN                                  | BEL                                  | BEL                                  | GBR                                  | GBR                                  | FRA                                  | FRA                                  | PRT                                  | PRT                                  | ESP                                  | ESP                                  | 42     | 15      |
| 2007 | RC Motorsport | NU                                   | NU                                   | NU                                   | 23                                   | NU                                   | 11                                   | 5                                    | 19†                                  | 15                                   | NU                                   | NU                                   | 3                                    | 7                                    | 10                                   | 2                                    | 17                                   | 22                                   | 42     | 15      |